# Coronel Sapucaia
Coronel Sapucaia är en kommun i Brasilien.   Den ligger i delstaten Mato Grosso do Sul, i den södra delen av landet, 1 100 km sydväst om huvudstaden Brasília. Antalet invånare är 14 064.
Trakten runt Coronel Sapucaia består i huvudsak av gräsmarker. Runt Coronel Sapucaia är det glesbefolkat, med 13 invånare per kvadratkilometer.